# ماری هلن آرنود
ماری هلن آرنود (فرانسوی: Marie-Hélène Arnaud‎; ۲۴ سپتامبر ۱۹۳۴ – ۶ اکتبر ۱۹۸۶) هنرپیشه، و مدل (شخص) اهل فرانسه بود.
از فیلم‌ها یا برنامه‌های تلویزیونی که وی در آنها نقش داشته‌است می‌توان به ژی‌ژی، فانتوماس اشاره کرد.